# Ib Martin Jensen
Ib Martin Jensen, född 17 juni 1906 i Köpenhamn, död 26 juni 1979 i Engetved, var en dansk arkitekt.
Ib Martin Jensen arbetade i kompanjonskap med Hans Erling Langkilde och utförde i samarbete med denne flera betydande byggnadsanläggningar.